# 葡萄牙裔蘇里南人
葡萄牙裔蘇里南人，是指祖先是葡萄牙人的蘇里南公民。
在1853年，第一批葡萄牙人從葡萄牙馬德拉島抵達，由種植園主和荷蘭殖民政府聯合主辦。他們實際上正在前往英屬圭亞那，在那裡，種植園主在廢除奴隸制後也尋求替代勞動來源，但他們最後留在蘇里南。共有500名馬德拉人作為契約工人來到蘇里南。在合同結束時，他們離開了種植園，在市場上尋求工作。在後來的幾年裡，來自馬德拉島和英屬圭亞那的更多葡萄牙移民來到了蘇里南，但不再是契約勞動者，而是自由移民。 
葡萄牙的塞法迪猶太人在17世紀已經定居在蘇里南，比荷蘭人更早，第一批葡萄牙的猶太人來自荷蘭，葡萄牙和意大利，定居在舊首都托里卡。